# Навозничек-копатель
Навозничек-копатель (лат. Teuchestes fossor) — вид пластинчатоусых жуков из подсемейства афодин. Распространён в Европе, Сибири и на западе Азии, интродуцирован в Северную Америку.
Имаго длиной 10—13 мм. Надкрылья одноцветные: обычно красные, реже красно-коричневые. Жуки характеризуются следующими признаками:
- выступы щёк слабо выдаются вбок за линию наличника;
- щиток гладкий, не пунктированный.